# Anders Bak
Anders Bak (14. juni 1948 – 9. juni 2006) var socialdemokratisk borgmester i Høje-Taastrup Kommune i perioden 1986-2005. 
Han blev borgmester første gang, han blev indvalgt i byrådet. Bak opnåede status som en af Vestegnens socialdemokratiske bykonger og helt modsat landstendensen blev Socialdemokraterne i Høje-Taastrup styrket ved valget i 2001, så Bak kunne regere den sidste 4-års periode med et absolut flertal i byrådet. Forud for valget i 2005 måtte Anders Bak trække sit kandidatur tilbage på grund af sygdom. Han døde 9. juni 2006.
1985/86 var et succesår for både Anders Bak personligt og Socialdemokratiet. Anders Bak var formand for partiforeningen, og opstillede til kommunevalget, og sprang straks ind på en førsteplads. Socialdemokratiet gik frem ved valget og Anders Bak blev borgmester.
Anders Bak havde stillet op fire år før, og var gået meget aktivt ind i valgkampen, men Socialdemokratiet tabte stemmer og Anders Bak blev ikke valgt. I 1985 ønskede både partiforeningen og medlemmerne, at Anders Bak stillede op som borgmesterkandidat. 